# 24129 Олівіяху
24129 Олівіяху (24129 Oliviahu) — астероїд головного поясу, відкритий 4 листопада 1999 року.
Тіссеранів параметр щодо Юпітера — 3,585.